# استيعاب قسري
الاستيعاب القسري هو الاستيعاب الثقافي غير الطوعي للأقليات الدينية أو العرقية ، حيث تجبرهم الحكومة على تبني اللغة والهوية الوطنية والمعايير والأخلاق والعادات والتقاليد والقيم والعقلية والإدراك وطريقة الحياة، وغالبًا الدين والأيديولوجية لمجتمع قائم وأكبر عمومًا ينتمي إلى ثقافة مهيمنة. إن الاستخدام القسري للغة المهيمنة في التشريع والتعليم والأدب والعبادة يعد أيضًا استيعابًا قسريًا. على عكس التطهير العرقي، لا يتم تدمير السكان المحليين بشكل مباشر وقد يتم إجبارهم أو لا يتم إجبارهم على مغادرة منطقة معينة. وبدلا من ذلك، أصبح استيعاب السكان أمرا إلزاميا. وهذا ما يسمى أيضًا بالاستيعاب الإلزامي من قبل العلماء الذين يدرسون الإبادة الجماعية والقومية.

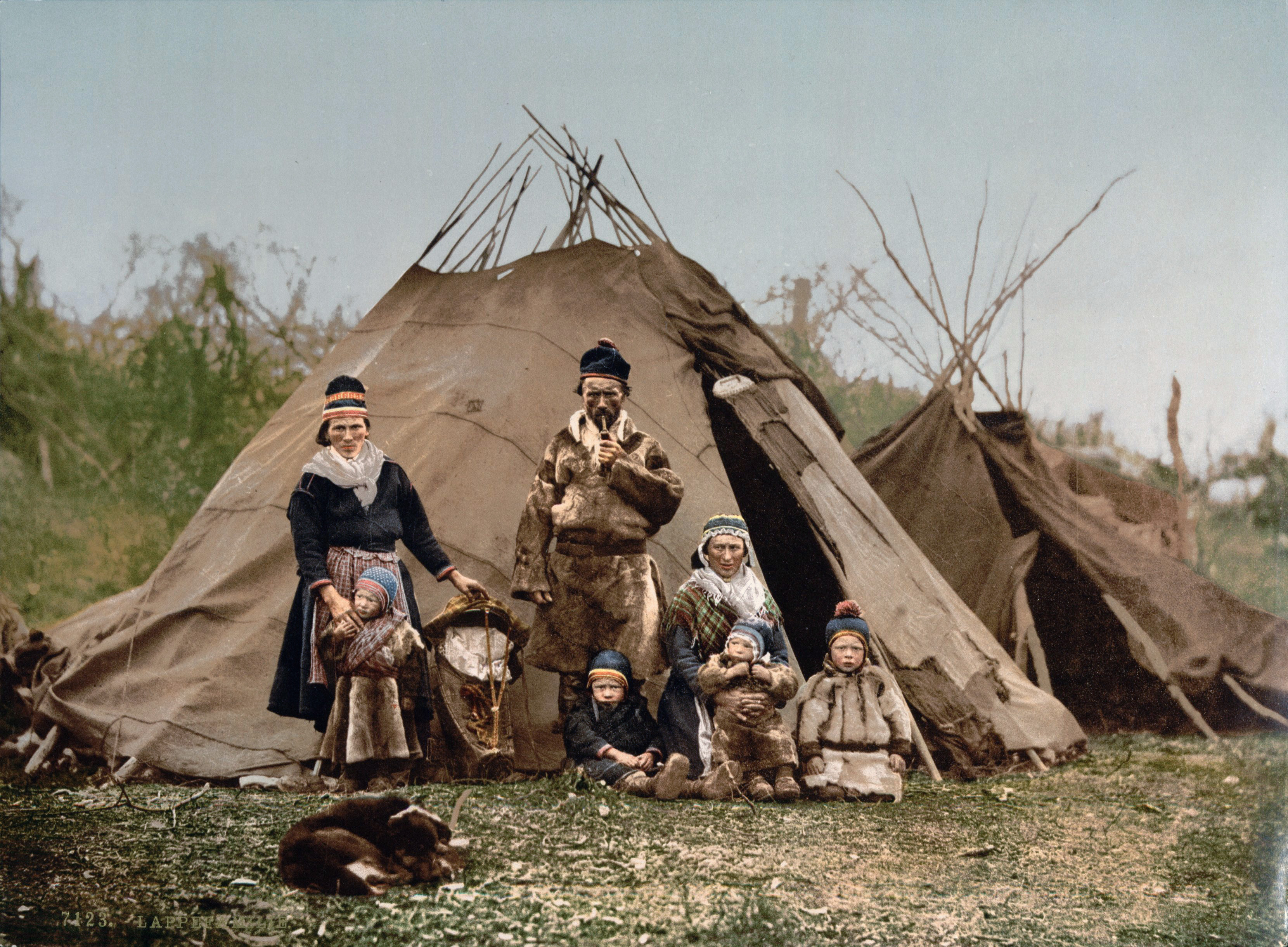
عائلة من قومية سامي في النرويج قُرابة سنة 1900

في بعض الأحيان أصبح الاستيعاب الإجباري سياسة تتبعها الدول الجديدة أو المتنازع عليها، وغالباً أثناء الحرب أو بعدها. ومن الأمثلة على ذلك الدمج القسري الذي قام به الألمان والفرنسيون في مقاطعات الألزاس و(على الأقل جزء من) لورين ، وبعد بضعة عقود من الفتوحات السويدية للمقاطعات الدنماركية سكانيا وبليكينج وهالاند، خضع السكان المحليون للدمج القسري، أو حتى الدمج القسري للعرقية تيوشيو في بانكوك من قبل حكومة سيام خلال الحرب العالمية الثانية حتى انتفاضة 1973.

## ملخص

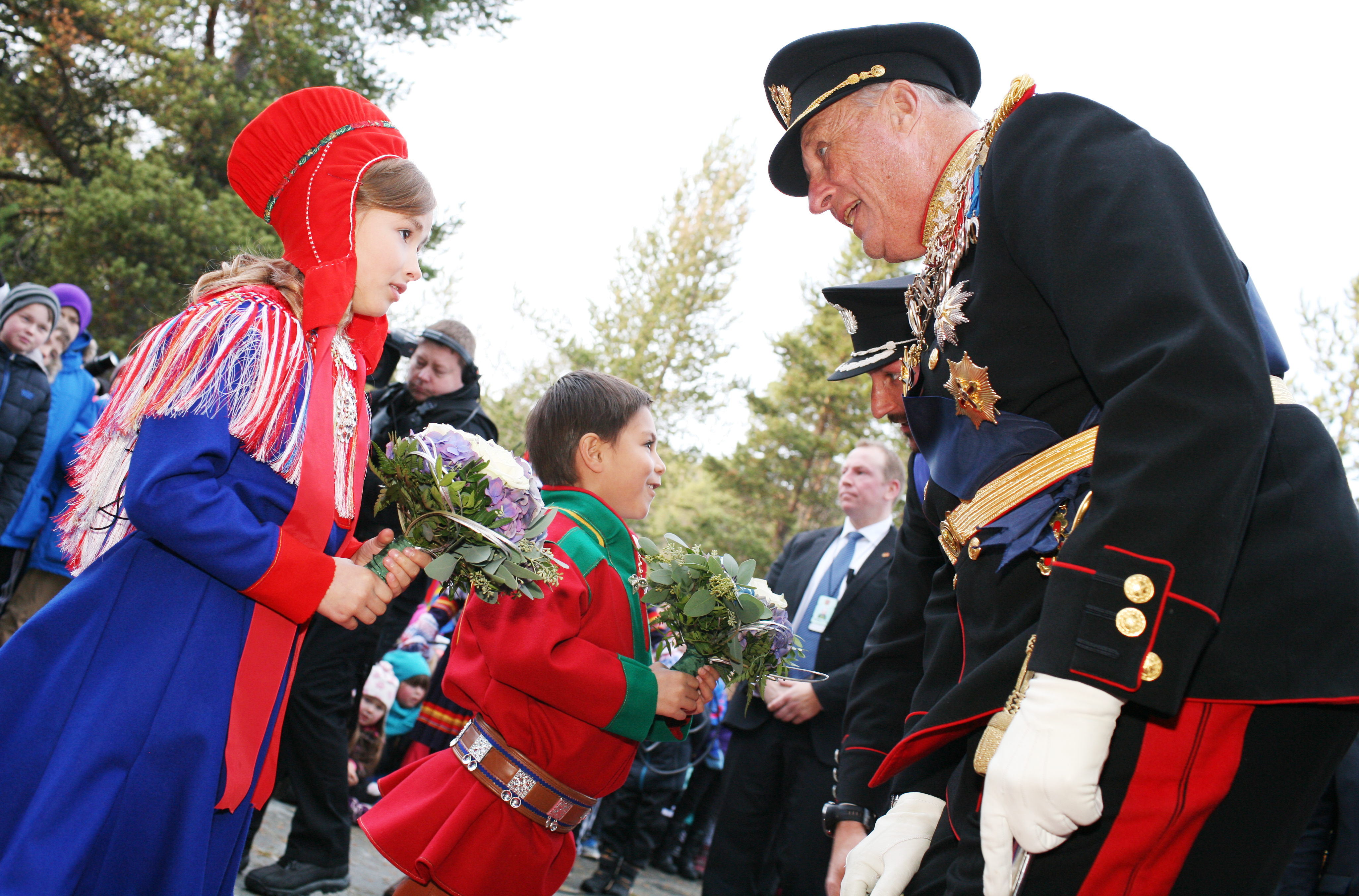

الاستيعاب القسري هو أحد أشكال الاستيعاب التي تحدث بالقوة، عندما يقهر مجتمع ما مجتمعًا آخر. وقد يتجلى ذلك من خلال إنشاء أنواع مختلفة من المستعمرات ويميل إلى الحدوث أثناء عملية الاستعمار. وقد يستمر الاستيعاب القسري في عصر ما بعد الاستعمار. لقد خضعت العديد من المجتمعات إلى الاستيعاب القسري بعد إنشاء المزارع أو الاحتلال أو المستعمرات الاستيطانية. وكثيراً ما تتقاطع هذه العملية مع أحداث تاريخية أوسع نطاقاً مثل الاستعباد، أو الهجرة القسرية، أو الغزو الأجنبي. يحدث الاستيعاب القسري عندما يُحرم المجتمع من القدرة على الحفاظ على مؤسساته وعاداته الثقافية أو الاجتماعية، مما قد يؤدي إلى الاستيعاب الكامل أو الجزئي. يتضمن الاستيعاب القسري الكامل التبني الكامل للغة مجتمع آخر ودينه وممارساته الاجتماعية، مصحوبًا بالاندماج الكامل في المجتمع المهيمن. وعلى العكس من ذلك، قد يتضمن الاستيعاب القسري الجزئي تبني جوانب من لغة مجتمع آخر ودينه ومعاييره الاجتماعية، ولكن دون اكتساب الامتيازات المكافئة التي يتمتع بها المجتمع المهيمن. يتميز هذا الاستيعاب غير الكامل باستمرار العلاقات الهرمية بين المجتمعات المهيمنة والمجتمعات التابعة.

## الأقليات العرقية
إذا شددت الدولة بشكل مبالغ فيه على الهوية الوطنية المتجانسة، فقد تلجأ، وخاصة في حالة الأقليات المنحدرة من أعداء تاريخيين، إلى تدابير قاسية، وحتى متطرفة، من أجل "إبادة" ثقافة الأقلية، وفي بعض الأحيان إلى درجة اعتبار البديل الوحيد هو القضاء عليها جسديًا ( الطرد أو حتى الإبادة الجماعية ). لقد نظرت الدول، التي تعتمد في أغلبها على فكرة الأمة، إلى وجود أقليات عرقية أو لغوية باعتبارها خطراً على سلامة أراضيها. وفي الواقع، يمكن للأقليات أن تطالب باستقلالها، أو بالانضمام إلى وطنها الأم. وكانت النتيجة إضعاف أو اختفاء العديد من الأقليات العرقية.
شهد النصف الأخير من القرن التاسع عشر والنصف الأول من القرن العشرين صعود القومية الأوروبية المسيحية، التي تؤكد على الحق في الوطن لكل أمة ذات تراث مشترك من خلال العرق والدين واللغة. في السابق، كانت الدولة تتكون إلى حد كبير من كل الشعوب التي تعيش على الأرض التي كانت تحت سيطرة حاكم معين. وهكذا، مع نمو الإمارات والممالك من خلال الفتوحات والزواج، يمكن للحاكم أن ينتهي به الأمر إلى إخضاع شعوب من العديد من الأعراق المختلفة لسيطرته. وهذا يعكس أيضًا التاريخ الطويل لهجرات القبائل والشعوب المختلفة في مختلف أنحاء أوروبا. يمكن فهم الكثير من التاريخ الأوروبي في النصف الأخير من القرن التاسع عشر والنصف الأول من القرن العشرين على أنه جهود لإعادة تنظيم الحدود الوطنية وفقًا لمفهوم "شعب واحد، أمة واحدة".

### شرق آسيا
في اليابان وكوريا ، حيث أعلنت كل دولة عن نفسها كدولة ذات أمة واحدة، كان على الأقليات العرقية إخفاء هويتها الوطنية لعدة قرون، وأدى ذلك إلى اندماج العديد من شعوب شبه الجزيرة اليابانية والتونغوسية في كوريا. في اليابان وكوريا، حيث أعلنت كل دولة عن نفسها كدولة ذات أمة واحدة، كان على الأقليات العرقية إخفاء هويتها الوطنية لعدة قرون، وأدى ذلك إلى اندماج العديد من شعوب شبه الجزيرة اليابانية والتونغوسية في كوريا.
سعت تايلاند إلى استيعاب العديد من المهاجرين الصينيين من خلال منح الجنسية التايلاندية فقط إذا تخلوا عن كل الولاء للصين، وتعلموا التحدث باللغة التايلاندية، وغيروا أسماءهم، وأرسلوا أطفالهم إلى المدارس التايلاندية. خلال الإبادة الجماعية في كمبوديا، تعرض المسلمون الشام للاضطهاد على يد نظام الخمير الحمر ، في البداية من خلال الاستيعاب القسري، ولكن في وقت لاحق من خلال العنف المباشر (القتل الجماعي، ومداهمة قراهم وتدميرها).

#### الصين
تم اعتقال ما لا يقل عن مليون فرد من أقلية الأويغور المسلمة في الصين في معسكرات اعتقال جماعي في شينجيانغ ، يطلق عليها "معسكرات إعادة التأهيل"، بهدف تغيير الفكر السياسي للمعتقلين وهوياتهم ومعتقداتهم الدينية. يعاني ما يقرب من مليون طفل من الأقليات التبتية من آثار سياسات الحكومة الصينية المصممة لاستيعاب الشعب التبتي ثقافيًا ودينيًا ولغويًا، في المقام الأول من خلال نظام المدارس الداخلية.

### أوروبا

#### أذربيجان
الأقليات العرقية في أذربيجان ، بما في ذلك الطاليشيين، والليزغيين، والأكراد، والتات، والجورجيين-الإنجليز، يتعرضون للدمج القسري في الهوية التركية الأذربيجانية والتمييز العرقي من قبل الحكومة الأذربيجانية منذ الحقبة السوفيتية.

#### فرنسا
مارست فرنسا الاستيعاب القسري للأوكيتانيين والأقليات العرقية الأخرى التي لم تكن لغتها الأم هي الفرنسية ، مثل الألزاسيين والباسكيين والكتالونيين. امتدت هذه العملية خلال القرنين التاسع عشر والعشرين وكانت تُعرف باسم فيرجونا . وقد تضمن ذلك "إجبار الفرد على رفض لغة الأم (أو لغة والديه) والشعور بالخجل منها من خلال الاستبعاد الرسمي والإذلال في المدرسة والرفض من قبل وسائل الإعلام" وقد أيده الزعماء السياسيون الفرنسيون من هنري جريجوار فصاعدًا. انخفض عدد المتحدثين باللغة الأوكيتانية في فرنسا من 39% من سكان فرنسا في عام 1860 إلى 7% في عام 1993.  حتى يومنا هذا، ترفض فرنسا أيضًا بشكل مستمر التصديق على الميثاق الأوروبي للغات الإقليمية أو لغات الأقليات ، وتستمر اللغات الأصلية غير الفرنسية في فرنسا في عدم الاعتراف بها رسميًا، حيث لا يزال الأوكيتانيون والباسكيون والكورسيكيون والكتالونيون والفلمنكيون والبريتونيون والألزاسيون والسافويون لا يتمتعون بالحق القانوني الصريح في إدارة الشؤون العامة بلغاتهم الإقليمية داخل أوطانهم.

### روسيا
كجزء من الغزو الروسي المستمر لأوكرانيا، قامت الحكومة الروسية بنقل آلاف الأطفال الأوكرانيين قسراً إلى روسيا وتبنتهم لأسر روسية،  وهي العملية التي تنتهك حظر الاستيعاب القسري في اتفاقية الإبادة الجماعية . في 17 مارس/آذار 2023، أصدرت المحكمة الجنائية الدولية مذكرات اعتقال بحق الرئيس الروسي فلاديمير بوتن ومفوضة حقوق الطفل الروسية ماريا ألكسيفنا لفوفا بيلوفا لدورهما في جريمة الحرب المزعومة هذه.

### الشرق الأوسط

#### تركيا
كان إنكار الأكراد هو السياسة الرسمية للدولة التركية لعدة عقود، حيث أنكرت أن الأكراد يشكلون مجموعة عرقية وزعمت بدلاً من ذلك أنهم مجموعة فرعية من الأتراك . لقد تم حذف كلمتي "كرد" و"كردستان" من قبل مؤسسات الدولة، وخلال القرن العشرين، تمت الإشارة إلى الأكراد باسم "أتراك الجبال". حتى يومنا هذا، لا تعترف تركيا بالأكراد كجماعة عرقية، على الرغم من السماح الآن باستخدام اللغات الكردية. لقد تم إنكار وجود أمة كردية على الإطلاق؛ فوفقًا لأطروحة التاريخ التركي ، فإن الأكراد هاجروا من آسيا الوسطى الطورانية في الماضي. خلال عشرينيات وثلاثينيات القرن العشرين، تم تغريم التجار بشكل منفصل عن كل كلمة كردية يستخدمونها.  في المدرسة، كان الطلاب يتعرضون للعقاب إذا تم ضبطهم وهم يتحدثون اللغة الكردية، وخلال الستينيات تم إنشاء مدارس داخلية باللغة التركية من أجل فصل الطلاب عن أقاربهم الأكراد وتتريك السكان الأكراد.

### أمريكا الشمالية
أُجبر الأفارقة المستعبدون في الفترة من القرن السادس عشر إلى القرن التاسع عشر في جميع أنحاء أمريكا الشمالية، وأمريكا الجنوبية، ومنطقة البحر الكاريبي على التخلي عن لغاتهم الأصلية وأديانهم وممارساتهم الثقافية. قد شكلت العديد من المجتمعات المنحدرة من هذه المجموعات تقاليد ولهجات لغوية  لا تزال تواجه التمييز ومحاولات الاستيعاب القسري.

### الولايات المتحدة وكندا
في الولايات المتحدة وكندا، تم ممارسة الاستيعاب القسري ضد الشعوب الأصلية من خلال المدارس الداخلية الهندية الأمريكية ونظام المدارس السكنية الهندية الكندية. قد واجهت الشعوب الناطقة بالفرنسية والإسبانية التي تسكن الولايات المتحدة وكندا نفس مشكلة الاستيعاب، وذلك من خلال حظر اللغة، والعنف، والتحيز الشديد من جانب الناطقين باللغة الإنجليزية في القرن العشرين وخلاله. خلال الحرب العالمية الأولى والحرب العالمية الثانية ، واجه الأشخاص من أصل ياباني وألماني وإيطالي ضغوطًا مجتمعية وسياسية للتوقف عن التحدث بلغاتهم الأصلية والتخلي عن ممارساتهم الثقافية في الولايات المتحدة وكندا، حتى أنهم دُفنوا في معسكرات الاعتقال (انظر اعتقال اليابانيين الأمريكيين ،  اعتقال اليابانيين الكنديين، اعتقال الألمان الأمريكيين اعتقال الألمان الكنديين، اعتقال الإيطاليين الأمريكيين ، اعتقال الإيطاليين الكنديين ).

### أوقيانوسيا

#### استراليا
كجزء من إبادة السكان الأصليين الأستراليين، سنت الحكومة الأسترالية سياسات الاستيعاب القسري التي تضمنت إبعاد أطفال السكان الأصليين الأستراليين وسكان جزر مضيق توريس عن عائلاتهم طوال القرن العشرين.

## الدين
يشمل الاستيعاب أيضًا التحويل أو العلمنة (غالبًا بالإكراه) من الأعضاء الدينيين لجماعة أقلية. طوال العصور الوسطى وحتى منتصف القرن التاسع عشر، أُجبر معظم اليهود في أوروبا على العيش في بلدات صغيرة ( شتيتل ) وكانوا ممنوعين من دخول الجامعات أو المهن الرفيعة المستوى. في مملكة المجر، تم تحويل معظم الرومانيين والكروات والتشيك وغيرهم من غير المجريين قسراً إلى الكاثوليكية، وكان أولئك الذين قاوموا التحول عادة ما يتم القبض عليهم.